# Leptothyra candida
Leptothyra candida är en snäckart. Leptothyra candida ingår i släktet Leptothyra och familjen turbinsnäckor. Inga underarter finns listade i Catalogue of Life.